# Vérac
Vérac är en kommun i departementet Gironde i regionen Nouvelle-Aquitaine i sydvästra Frankrike. Kommunen ligger i kantonen Fronsac som tillhör arrondissementet Libourne. År 2022 hade Vérac 907 invånare.

## Befolkningsutveckling
Antalet invånare i kommunen Vérac
Referens:INSEE